# Reindeer River (Churchill River)
Reindeer River ist ein linker Nebenfluss des Churchill River in der kanadischen Provinz Saskatchewan.
Er entwässert den Reindeer Lake an dessen südlichem Ende. Der Whitesand Dam (⊙) reguliert seinen Abfluss. Der Reindeer River fließt etwa 100 km in südlicher Richtung, durchfließt dabei den Steephill Lake, und mündet schließlich in den vom Churchill River durchflossenen Ourom Lake.